# Kwanyu
Kwanyu est un généralissime chinois célèbre ayant vécu à l'époque de la dynastie Han, canonisé immortel par Kao Tsung en 1128, déifié en Dieu de la Guerre par Cheng Tsung, en 1594, sous le nom de Kwanti et porté au même niveau que Confucius, en 1878, en tant que principal sujet d'adoration nationale,. Il fait partie de la légende japonaise. Ses attributs sont une longue barbe et une hallebarde. Il est extrêmement populaire dans le folklore japonais et, à ce titre, fréquemment représenté sous forme de netsuke ou sur des estampes Japonaises.
Pour les chinois, il est également une des divinités protégeant les littéraires et le patron des savants.

## Biographie et carrière
Pauvre, Kwanyu commence sa vie comme vendeur de haricots mais passe ses loisirs à étudier l'art de la guerre. Sa rencontre fortuite avec Liu Pei - le Gentoku du folklore japonais - et Chohi, le bucheron roux aux yeux bleus, lui donne la chance de sa vie en lui offrant l'opportunité d'appliquer les connaissances qu'il a acquises. Tous trois prêtent serment de fraternité dans un champ de pêches appartenant à Chohi.
Kwanyu devient général en l'an 184 et suit dès lors la fortune de Gentoku et de la dynastie Han. Il permet à Liu Pei (Gentoku) de devenir souverain de l'un des Trois Royaumes.
La tradition dit que lors des combats précédant l'accession de Liu Pei au pouvoir, un de ses ennemis, l'empereur Tsao Tsao, tente d'éloigner Kwanyu de ses compagnons en le rendant suspect à leurs yeux. Ultérieurement, ayant capturé et emprisonné les deux épouses de Gentoku, essaye de provoquer la disgrâce de Kwanyu en l'envoyant garder les deux prisonnières pendant la nuit. Tsao Tsao espère ainsi que Kwanyu s'endormirait au bout d'un moment. Kwanyu témoigne sa loyauté envers son ami Gentoku en restant toute la nuit posté dans le passage qui donne accès à l'appartement des deux femmes, devant leur porte, avec son sabre dégainé dans une main et une lanterne dans l'autre.
Kwanyu est mort à la bataille de SonKen (Sun K'uan) en l'an 219.

## Le personnage
Kwanyu est un personnage très populaire bien que féroce.
Il est le sujet de nombreux netsukes et d'estampes japonaises. Il porte des vêtements chinois et tient d'une main sa longue barbe noire - à laquelle il doit son surnom de « seigneur à la superbe barbe noire » - et, de l'autre, une hallebarde ou un harpon.
Tsao Tsao lui offre un jour un sac en brocart pour y ranger sa barbe. Depuis, on le représente tenant le cadeau au bout de sa hallebarde (EhonTsohoshi). Il est aussi interprété en compagnie de son aide de camp, Tcheou Tsang à la mine patibulaire ou avec son fils Koan Pin
On le voit, le plus souvent, en compagnie des deux autres héros, Chohi et Gentoku. Ailleurs, il garde les femmes de Gentoku ou bien il est caché derrière des vêtements suspendus à des porte-manteaux pendant que ses ennemis le cherchent, ou encore il lit une lettre que lui a adressé Tsao Tsao.